# Proceratium diplopyx
Proceratium diplopyx is een mierensoort uit de onderfamilie van de Proceratiinae. De wetenschappelijke naam van de soort is voor het eerst geldig gepubliceerd in 1980 door Brown.